# Vân Hà, Phúc Thọ
Vân Hà là một xã thuộc huyện Phúc Thọ, thành phố Hà Nội, Việt Nam.
Xã có diện tích 5,22 km², dân số năm 1999 là 1.856 người, mật độ dân số đạt 360người/km².